# آنتوفاگاستا پی‌ال‌سی
آنتوفاگاستا پی‌ال‌سی (به اسپانیایی: Antofagasta plc) شرکت استخراج معادن شیلیایی است، که به‌عنوان یکی از بزرگترین تولیدکنندگان مس، طلا و مولیبدن فعالیت می‌کند.
شرکت آنتوفاگاستا پی‌ال‌سی در سال ۱۸۸۸ در شهر لندن تأسیس شد و نخستین پروژه آن ساخت راه‌آهن از شهر آنتوفاگاستا، شیلی به شهر لاپاز، در کشور بولیوی بود. این شرکت در حال حاضر یکی از بزرگترین شرکت‌های استخراج معادن جهان می‌باشد.
دفتر مرکزی این شرکت در شهر سانتیاگو، شیلی قرار دارد و بخشی از سهام آن در بازار بورس لندن معامله می‌شود.